# عام الفيل (رواية)
عام الفيل رواية للكاتبة المغربية ليلى أبو زيد، صدرت في حلقات في صحيفة الميثاق سنة 1983 بالرباط تم في كتاب مطبوع عن دار المعارق سهى 1984. تم كيعت صبعة جديدة ببيروت بيبنان عن دا الأفاق الجديدة سنة 1987  تم بالدار البيضاء عن المركز الثقافي العربي في 127 صفحة. ترجمت إلى الإنجليزية سنة 1989، عن جامعة تكساس والجامعة الأمريكية في القاهرة. للألمانية عن إمكه آلف- فين عن دار النشر دوناتا كنزيلباخ.  وتدرس في عدد من الجامعات الأمريكية والثانويات   
ومن كتب ليلى أبو زيد “رجوع إلى الطفولة” (سيرة ذاتية)؛ “الفصل الأخير” (رواية)؛ “الغريب، قصص من المغرب” (مجموعة قصصية)؛ “المدير وقصص أخرى من المغرب” (مجموعة قصصية)؛ “بضع سنبلات خُضْر” (أدب رحلة)؛ “أمريكا الوجه الآخر” (أدب رحلة).

## نبذة عن الرواية

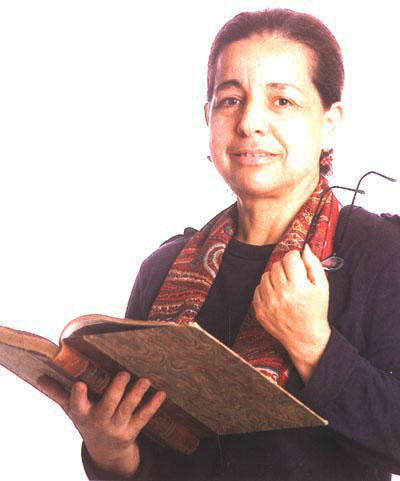
ليلى ابو زيد

يعتبر كتاب عام الفيل للمؤلفة ليلى أبو زيد من الكتب التي تناقش الحرب الأهلية في لبنان خلال الفترة من عام 1975 إلى عام 1990. يستخدم المؤلف في كتابه مجموعة من المصادر التاريخية والشهادات الشخصية لإثبات رؤيتها لهذه الفترة المضطربة في تاريخ لبنان. يناقش المؤلف في هذا الكتاب أحداث الحرب الأهلية في لبنان، بدءًا من اندلاع الصراع وصولًا إلى اتفاق التسوية في تأريخ 22 أكتوبر 1989. كما يستعرض المؤلف دور المجتمع والدين والثقافة في هذه الحرب، وكذلك دور المجتمع الدولي. وبالإضافة إلى ذلك، ينظر المؤلف إلى دور الإعلام في تغطية هذه الأحداث، وكذلك دور المجتمع في تشكيل مستقبل لبنان. كما يتحدث عن العلاقات بين لبنان والدول الأخرى، وكيف تأثرت هذه العلاقات بالأحداث التي جرت في هذه الفترة. بشكل عام، يعتبر كتاب عام الفيل من الكتب المهمة التي تساعد في فهم الحرب الأهلية في لبنان خلال الفترة من عام 1975 إلى عام 1990. يوفر المؤلف رؤية شاملة لأهم الأحداث التي جرت في هذه الفترة، ويساعد في فهم دور المجتمع والدين والثقافة في هذه الحرب، وكذلك دور المجتمع الدولي.

## الأحداث
تمر أحداث الرواية في فقرة الخمسينات وتحكي الرواية عن النساء المغربيات ضحايا الحركة الوطنية  من خلال حكاية امرأة انخرطت في مقاومة الاستعمار الفرنسي بجانب زوجها كتفا بكتف، بعدما تخلت عن حياة البرجوازية وولعها بالمجوهرات الدهبية والألبسة, نظمت التجمعات النسوية السرية بالأحياء، ووزيعت المناشير وساهمت في جمع التبرعات للمقاومين, بعد الاستقلال وبعد أربعين سنة من الزواج وتقلد زوجها المناضل لمنصب سام في الحكم، تنكر لها وطلقها.

## الزمان و المكان في الرواية
تدور أحداث رواية عام الفيل في فترة زمنية حرجة من تاريخ المغرب، تمتد بين نهاية الاستعمار الفرنسي في أوائل الخمسينيات وبداية عهد الاستقلال في أواخر الخمسينيات وبداية الستينيات من القرن العشرين. هذه المرحلة تمثّل فترة انتقالية مشحونة بالتوترات الاجتماعية والسياسية، حيث بدأت تظهر التناقضات بين خطاب المقاومة الذي سبق الاستقلال، والواقع الجديد الذي تمخض عنه. ومن خلال بطلتها زهرة، ترصد الرواية أثر هذا التحول على الإنسان العادي، وخاصة المرأة، التي كثيرًا ما وُعدت بالتحرر لكنها وجدت نفسها مُهمشة في ظل استقلال لم يشملها بالكامل.
الرواية لا تسير في تسلسل زمني خطي، بل تعتمد على تقنية الاسترجاع (الفلاش باك)، ما يُضفي على السرد طابعًا تأمليًا نفسيًا، ويعكس اضطراب البطلة وتداخل الأزمنة في ذاكرتها. فالأحداث الحاضرة (ما بعد الطلاق والاستقلال) تتقاطع باستمرار مع ذكريات المقاومة، وسنوات الطفولة، والزمن الذي قضته زهرة إلى جانب زوجها المناضل. هذا البناء الزمني المتقطع يعكس حالة الشرخ الداخلي التي تعيشها البطلة بين الماضي والمستقبل، وبين النضال المشترك والخيانة الشخصية.
أما من حيث المكان، فإن الرواية تتحرك بين فضاءين متناقضين:
- المدينة: تمثل مكان الإقصاء والقطيعة، حيث تتلقى زهرة نبأ طردها من بيت الزوجية. المدينة هنا لا ترمز إلى التقدم أو الحداثة، بل إلى مجتمع ذكوري سلطوي، يحوّل المرأة إلى تابع قابل للتخلي عنه بمجرد تغيّر موازين القوة. المدينة، في الرواية، تحمل رمزية الاغتراب والتغريب، حيث تبدو زهرة كأنها غريبة عن نفسها وعن محيطها.
- القرية المغربية الجبلية: تشكل الفضاء البديل الذي تعود إليه البطلة بعد الطلاق، بحثًا عن جذورها ومعنى وجودها. القرية تمثل الحنين والبساطة، كما تُشكّل مسرحًا للتأمل الداخلي وإعادة بناء الذات بعيدًا عن صخب السلطة والسلطوية. رغم قسوة الحياة فيها، إلا أنها تمنح البطلة نوعًا من السلام الداخلي وفرصة لاستعادة السيطرة على حياتها.
- بالإضافة إلى ذلك، تظهر في الرواية أماكن مرتبطة بذكريات المقاومة والسجون، مثل المراكز التي اعتُقل فيها زوج زهرة، أو أماكن الاجتماعات السرية في فترات النضال. هذه الأمكنة، وإن ظهرت كخلفية تاريخية، فإنها تبرز التناقض بين النضال والمآل، بين حلم الثورة وواقع ما بعد الثورة.

بهذا التناوب بين المدينة والقرية، وبين الحاضر والماضي، ترسم ليلى أبو زيد خريطة داخلية وخارجية لبطلتها، وتجعل من المكان والزمان عناصر فاعلة في تكوين الشخصية، وفي طرح الأسئلة الكبرى حول الحرية، الهوية، والخيانة في سياق ما بعد الاستعمار.

## الشخصيات
زهرة: تعتبر زهرة هي الشخصية المحورية في الرواية، وهي من خلالها تتجلى معاناة المرأة المغربية في مجتمع ذكوري، تتمتع بوعي سياسي عالٍ وتشارك في النضال من أجل الاستقلال، لكنها تكتشف بعد الاستقلال أن وضع المرأة لم يتحسن كثيراً.
الحاج عبد الله: يمثل الحاج عبد الله السلطة الذكورية التقليدية التي تفرض هيمنتها على المرأة، شخصيته متناقضة تجمع بين التقوى والظلم، بين التقليد والتحديث.
فاطمة: تمثل فاطمة الصورة النمطية للمرأة التقليدية التي تخضع لرجلها وتقبل وضعها، على الرغم من التقليدية، تشهد فاطمة تغييرات تدريجية في نظرتها للحياة، وتبدأ في التساؤل عن دورها في المجتمع.

## اسلوب الرواية
تتميز رواية "عام الفيل" لليلى أبو زيد بأسلوب سردي يعكس عمق التجربة التي تعيشها بطلة الرواية "زهرة" والمرأة المغربية بشكل عام في تلك الفترة. تعتمد أبو زيد على لغة واضحة، تعكس طبيعة الحوارات اليومية بين الشخصيات. وتستخدم الحوارات كأداة لكشف الصراعات الداخلية للشخصيات وتوضيح العلاقات الاجتماعية. تصور الكاتبة تفاصيل الحياة اليومية للمرأة المغربية في تلك الفترة، بدءًا من الأعمال المنزلية وحتى العلاقات الاجتماعية. تستخدم أبو زيد الرمزية للتعبير عن الأفكار والمعاني العميقة، مثل رمز "الفيل" الذي يرمز إلى القوة والسلطة الذكورية. كما تستخدم السرد من منظور الشخص الأول (زهرة) للتعبير عن مشاعرها وأفكارها بصدق وعفوية. تهتم الكاتبة بالتفاصيل الصغيرة في حياة الشخصيات، مثل الملابس والأطعمة والأماكن، مما يعطي الرواية عمقًا إضافيًا. على الرغم من الواقعية التي تتسم بها الرواية، إلا أن أبو زيد تستخدم أحيانًا لغة شعرية تعبر عن المشاعر والأحاسيس المعقدة التي تعيشها الشخصيات.

## الجوائز
- نالت الرواية إشادة واسعة في الأوساط الأكاديمية العربية والغربية، رغم عدم حصولها على جوائز رسمية مشهورة.
- تُدرّس في جامعات عالمية ضمن برامج:
  - الأدب المقارن
  - دراسات الجندر
  - الأدب المغربي/الفرنكفوني
  - ما بعد الكولونيالية

- ساعدت الرواية في ترسيخ مكانة ليلى أبو زيد كأول صوت نسائي بارز بالعربية في المغرب بعد الاستقلال.

## السياق
يشير عنوان الرواية إلى معركة مشهورة مذكورة في القرآن. الرواية لا تقلد الغرب بل تخلق عالما فريدا ينبثق من الثقافة المغربية والإسلامية والإفريقية. تربط الرواية بين الماضي والحاضر، والفكر والذاكرة، وتعكس الصراع الداخلي للبطلة بين التقاليد والمطالب الحديثة. صنفها اللنقاد الأمريكيون في إطار أدب ما بعد الاستعمار, وعن ذلك قالت الكاتبة : 
"مباشرة بعد وفاة والدي سنة 1982 أحسست بنوع من التحرر، وبدأت أكتب هذه الرواية. كنتُ في الواقع أكتب قصةً قريبةً مني، أحتجُّ من خلالها على التحولات الشائهة التي انخرطت فيها بعض أطر الحركة الوطنية... تحولات كانت نسائهن في قائمة ضحاياها". "لكنني لم أكن واعية إطلاقا بأنني أكتب في إطار نظرية أدبية جديدة : رواية ما بعد الاستعمار"

## اقتباسات
تتميّز رواية عام الفيل بأسلوبها المكثف والشاعري، حيث تنطوي على عدد من الاقتباسات التي تعكس العمق النفسي والسياسي لتجربة البطلة، كما تُعبّر عن رؤية الكاتبة ليلى أبو زيد للمرأة والمجتمع المغربي في سياق ما بعد الاستعمار. تحوّلت هذه الاقتباسات إلى مرجعيات متكررة في الدراسات النقدية، نظرًا لما تحمله من دلالات رمزية تعكس هشاشة الحرية النسائية، وازدواجية النضال في ظل مجتمع ما زال مشبعًا بقيم السلطة الذكورية.

من أبرز هذه الاقتباسات:
"الحرية لا تُمنح، بل تُنتزع، حتى من أقرب الناس إليك."
"كنت أظنه شريك النضال، لكنه كان يرى فيّ مجرد جزء من ملكه."
"خرج الاستعمار، لكن قيوده بقيت داخلنا."
"في عام الفيل انتصر الضعف على القوة. في عامي الخاص، انتصرت على نفسي."

## الترجمات
| اللغة      | العنوان                | المترجم(ة)              | سنة النشر | دار النشر                                                     |
| ---------- | ---------------------- | ----------------------- | --------- | ------------------------------------------------------------- |
| الإنجليزية | Year of the Elephant   | Barbara Parmente        | 1989      | Center of Modern Middle East Literature in Translation Series |
| الفرنيسة   | Année de l'Eléphant    | Mohamed El Ghoulabzouri | 2005      | Editions L'Harmattan                                          |
| الالمانية  | das Jahr des Elefanten | إمكه آلف- فين           |           | دوناتا كنزيلباخ                                               |